# 馮保
馮保（1543年—1583年），字永亭，號雙林，明代太監。

## 生平

### 初期
嘉靖時為司禮秉筆太監提督東廠兼管御马监。当时司礼监缺一名掌印太监，按资历应由冯保升任，但明穆宗不喜欢他。首輔高拱遂推荐御用监的陈洪為司礼监掌印太監。等到陈洪罢职，又推荐掌管尚膳监的孟冲补缺。按照规定，孟冲是没有资格主掌司礼监的，冯保因此而痛恨高拱。隆庆六年，穆宗驾崩，冯保受帝托孤，“閣臣與司禮監同受顧命”，与内阁首辅高拱、次辅张居正、高仪同为明神宗顾命大臣。

### 掌權
隆慶（1572年）六年六月二十五日朱翊鈞（即明神宗萬曆帝）繼位皇帝，年僅十歲，冯保进一步受到重用，取代孟冲任職司禮監掌印太監，仍主管東廠，在明神宗的登基仪式上，冯保始终站立在御座旁边，满朝文武大为震惊，并且心生不满。高拱见冯保的权力越来越大，心里無法容忍，授意內閣阁臣提出“还政于内阁”的口号，组织一批大臣上书弹劾他。馮保與高拱的關係惡劣，遂抓住高拱曾在穆宗駕崩后说“十岁太子如何治天下”的把柄，於是與張居正聯手除掉高拱，並向孝安皇后和孝定太后告状，高拱因此被革职回家闲住，罷官歸鄉，寫了《病榻遺言》四卷說明此事。支持高拱的一批大臣也被查办。馮保與張居正协理孝定太后负责神宗的教育。神宗称呼冯保为“大伴”，惧他三分。

### 王大臣案
万历元年（1573年）正月十九日，神宗清晨出宫视朝，被一名叫王大臣的男子冲撞。皇帝侍卫将王大臣擒获后，从他身上搜出刀剑各一把，随后由皇帝下旨，押送东厂审问。
冯保借机构陷高拱，暗地里嘱咐王大臣，要他假认是高拱所指使。一时之间，谋刺皇帝的谣言迅速传开，朝廷各科道官员人人自危，不敢贸然上疏替高拱辩冤。而都察院左都御史葛守礼、吏部尚书杨博则挺身而出，坚决要求将王大臣案由刑部、都察院与东厂共同审理。张居正迫于压力，只好上疏神宗下旨让冯保会同左都御史葛守礼，锦衣卫左都督朱希孝会审。高拱因此被洗刷了冤情，王大臣则被处以死刑。
王大臣一案使得冯保惹怒了朝中众多大臣，大家都对他诬陷高拱的险恶行径嗤之以鼻。而张居正却因此牢牢地坐稳了首辅大位。

### 權力巔峰
張居正成為首輔，在取得太后、皇帝的支持，和內相馮保的配合下，親政多年。有一次，張居正向年幼的神宗進獻白蓮和雙白燕，被馮保以“主上沖年，不可以異物啓玩好”為由拒絶，由此可見馮保較識大體。
万历四年（1576年）五月，冯保会同三法司进行全国“大热审”，平反昭雪了许多冤狱。
馮保貪財好貨，史載張居正先後送給馮保名琴七張、夜明珠九顆、珍珠簾五副、金三萬兩、銀二十萬兩。馮保花費巨款，給自己建造了生壙（墓地），張居正寫了《司禮監秉筆太監馮公預作壽藏記》，對他歌頌不已。馮保寫得一手好字，萬曆六年（1578年），在《清明上河圖》後面題跋，稱自己是「欽差總督東廠官校辦事兼掌御用幹事司禮監太監」。冯保有很高的文化修养，在司礼监任上刻了许多书，如《启蒙集》、《四书》、《书经》、《通鉴直解》、《帝鉴图说》、《经书音释》等，直至崇祯年间，还在宫中流传。他的书法颇佳，通乐理、擅弹琴，并造了不少琴，“世人咸宝爱之”（《酌中志·卷五》）。
神宗曾赐象牙图章予冯保，内刻有“光明正大”、“尔惟盐梅”、“汝作舟楫”、“鱼水相逢”、“风云际会”字樣，更“直以宰相待之”（《万历野获编补遗》卷一）。后来，冯保更加骄横，即使神宗有所赏罚，冯保不开口，谁也不敢执行。

### 轉折
神宗十八歲時，因醉酒要拔劍殺人。馮保向太后告狀，引得太后憤怒，几乎廢掉帝位。太后命張居正上疏切諫，替神宗起草“罪己詔”，并命神宗在慈寧宮罰跪六個小時。皇帝为此对馮保懷恨在心。

### 失勢
萬曆十年（1582年），張居正積勞成疾，死於首輔任上，临终奏疏，推荐他的主考官潘晟进入内阁，冯保派人把他召来。然而御史雷士桢、王国、给事中王继光卻相继说不可任用，潘晟便中途上疏推辞。内阁新任首輔张四维估计申时行不肯处在潘晟的下面，就起草意见答应此事，神宗立即回答可以。冯保当时生病，辱骂道：“我小病，就没有我吗？”
明光宗出生時，冯保想晉封伯爵，张四维用没有先例来责难他，计划给他的弟侄一个做都督佥事的官职。冯保发怒说：“你靠谁得到今日，却背叛我！”御史郭惟贤请求召用吴中行等人，冯保责备他同侈相庇护，把他贬谪。  
是年十二月壬辰（初八日）江西道御史李植上疏弹劾冯保十二大罪状，重点在徐爵与冯保挟诈犯法。其它罪状有：永宁公主选婚，冯保接受梁国柱万金贿赂，明知其子短寿且确实有病，却曲意庇护。结果成婚之时，梁“鼻血双下，沾湿袍袂”，大婚后一个月，竟一命呜呼，致使公主几年后亦郁郁病死。二十四宦官中已去世的，凡是钱财多者，冯保都封锁其房屋，搜寻家资一空。只捡其寻常之物献给皇上，而把金珠重宝据有已有。
冯保的宅第店房遍布京中，不可胜数。他在北山口造了坟地。花园的壮丽，可与西苑（明世宗曾长期居住并办公的地方）比美。而盖在原籍的房子有五千多间，连郡跨县，无论规模还是华美程度，都跟王居不相上下。
此时孝定太后还政给神宗已经很久。冯保失去了依靠，神宗又对冯保积了很多怒气。东宫老太监张鲸、张诚趁机陈述冯保的过错和罪恶，请求皇帝打发冯保去闲住。神宗还是害怕他，说：“如果大伴走上殿来，我如何办？”张鲸说：“既然有了圣旨，哪敢再进宫殿！”神宗就听从了张鲸的话於十二月批示：“冯保欺君蠹国，罪恶深重，本当显戮。念係皇考付託，效劳日久，故从宽着降奉御，发南京新房闲住。”萬曆開始查抄馮保家產，發配南京孝陵種菜，這時候，山东道监察御史江东之、陕西道道御史杨四知等紛紛彈劾馮保與張居正同流合污，多圖不軌，導致張居正「禍發身後」。万历十一年（1583年）一月，馮保病逝于南京。馮保的弟弟馮佑、侄子馮邦宁削职后死于狱中。

## 亲属
- 冯佑（弟）
- 冯邦宁（侄）

## 延伸阅读
[在维基数据编辑]
 《明史卷三百〇五》，出自《明史》